# Harald Lønborg-Jensen

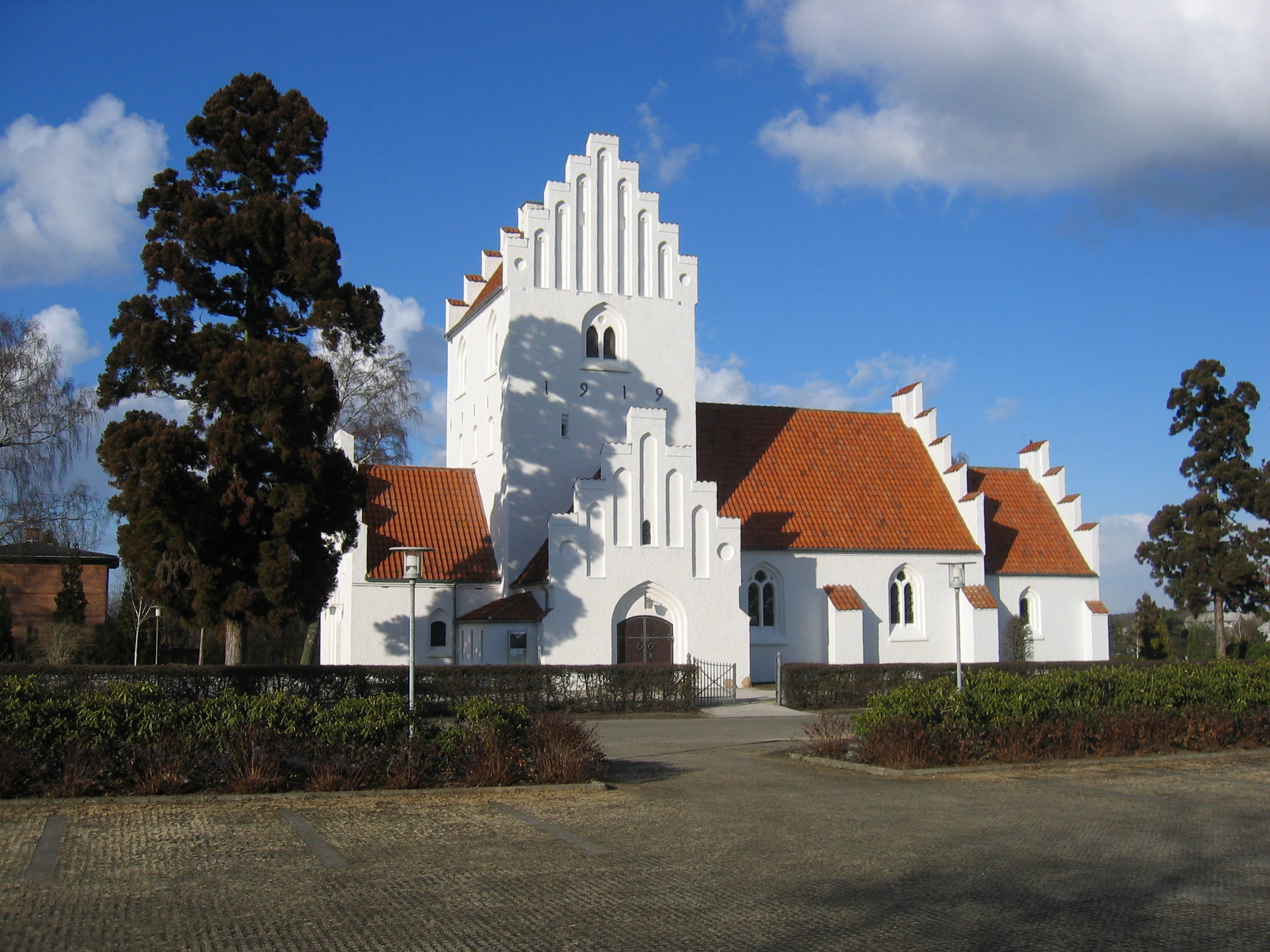
Lundtofte kyrka (1919)

Harald Magnus Lønborg-Jensen, född 10 oktober 1871 på Rødemarkshus vid Tureby, död 1 november 1948 i Köpenhamn, var en dansk arkitekt. 
Lønborg-Jensen fick avgångsbevis som arkitekt från Det Kongelige Danske Kunstakademi 1900 samt tilldelades akademiens guldmedaljer 1904 och 1907. Han reste i utlandet 1904 och 1907–09. Han var arkitekt vid Ribe domkyrka från 1915 och vid Roskilde domkyrka från 1928. Han byggde om kyrkorna i Haslev, Hejnsvig och Timring samt byggde kyrkorna i Lundtofte, Bramminge, Skjoldbjerg och Bjerringbro. Han restaurerade Jens Bangs stenhus i Ålborg, Skt. Katharinæ kyrka och kloster i Ribe samt Løgum kloster och kyrka.

## Utmärkelser
- Riddare av Dannebrogorden,  1926[3]

[Redigera Wikidata]